# Nibe Birk
Nibe Birk var en dansk retskreds, der eksisterende fra 1545 til 1727.

## Historie
Nibe fik tildelt birkeret d. 19. februar 1545 af Christian 3., og blev dermed udskilt af Hornum Herred. Birketinget blev d. 3. august 1590 flyttet ud af byen af lensmanden på Aalborghus, da man oplevede, at folk mødte berusede op til birketinget. Birketinget blev afholdt ved foden af en bakke i den nordøstlige udkant af byen, dog inden for birket. På toppen af bakken stod en galge. Fra 1673 blev birketinget atter afholdt i byen.

### Birkefogeder
Listen stammer fra bog af Ole Færch (2011).
- f. 1556: Lars Thamesen
- 1556-1572: Just Farsen i Nibe
- 1572: Lars Pallesen
- 1588-1589: Anders Nielsen
- 1591-1598: Laurids Nielsen
- 1604-1610: Niels Pedersen
- 1615-1616: Christen Madsen
- 1617: Christoffer Holgersen
- 1618: Christen Pedersen
- 1618-1649: Søren Pedersen
- 1649-1663: Ingvor Michelsen
- 1633-1677: Jens Pedersen
- 1677-1710: Knud Pedersen